# John Hendrickson
John Henry Hendrickson (* 20. Oktober 1872 in Long Island; † 24. Februar 1925 in Queens) war ein US-amerikanischer Sportschütze.

## Erfolge
John Hendrickson nahm an den Olympischen Spielen 1912 in Stockholm im Trap teil. Im Mannschaftswettbewerb belegte er mit der US-amerikanischen Mannschaft vor Großbritannien und Deutschland den ersten Platz. Mit insgesamt 532 Punkten und damit 21 Punkten Vorsprung hatten sich die Amerikaner, deren Team neben Hendrickson noch aus Charles Billings, James Graham, Edward Gleason, Ralph Spotts und Frank Hall bestand, die Goldmedaille gesichert. Hendrickson war mit 89 Punkten der viertbeste Schütze der Mannschaft. In der Einzelkonkurrenz belegte er mit 14 Punkten den 44. Platz, nachdem er in der ersten Runde auf 20 Ziele nicht die Qualifikation für die zweite Runde geschafft hatte.